# Le Scole
Le Scole sind eine unbewohnte Felsgruppe vor der Ostküste der italienischen Insel Giglio im Toskanischen Archipel. Sie liegen zwischen dem Hafen von Giglio und der Cala delle Cannelle. Die Felsen ragen nur wenige Meter aus dem Wasser und weisen an der Oberfläche keine nennenswerte Vegetation auf. Der größte der Felsen ist etwa 100 Meter lang und 50 Meter breit.

## Biologie
Die Felsgruppe ist bei Tauchern für ihr breites Artenspektrum bekannt. Allein 70 verschiedene Fischarten, davon viele Schwarmfische, leben an den Felsen. 
Nach Angaben des NABU wurde die Fauna und Flora des Felsens durch das Schiffsunglück der Costa Concordia 2012 in Mitleidenschaft gezogen, wobei die genauen Folgen noch unerforscht sind. Der Felsbrocken, den man im Schiffsrumpf der Costa Concordia sehen konnte, wurde nach der Bergung an seinen ursprünglichen Platz zurückgebracht. Taucher erkennen ihn an einer kleinen Erinnerungstafel.